# Ференц Орос
Ференц Орос (мађ. Orosz Ferenc; Будимпешта, 11. октобар 1969) је бивши мађарски фудбалер који је играо на позицији нападача. У сезони 1991/92 НБ 1 постао је најбољи стрелац лиге са 16 голова, титулу је поделио са Палом Фишером

## Клупска каријера
Своју елитну фудбалску каријеру започео је као играч Бп Хонведа. Такође је играо у тимовима Дорог Бањас, Вац Дунакањар, Зугло БВШЦ, МТК и Дунафер. Фудбалску каријеру у НБ-1 завршио је у Дунаферу 2001. године. Након тога је био сертификовани фудбалер Будимпештанског ТК, најстаријег мађарског клуба који је накратко поново покренут, а потом постао тренер омладинаца.

## Репрезентација
Између 1991. и 1997. године у репрезентацији је наступио 17 пута и постигао је три гола. Био је четвороструки члан олимпијског тима у периоду од 1989. фо 1991. године, деветоструки члан омладинског тима у периоду од 1987. до 1988. године и постигао је 2 гола и још два пута је био члан другог тима репрезентације током 1989. године.

## Тренер
Од 2002. године радио је као тренер младих у Вашашу, МТК-у у Такшоњу. Годину и по дана је радио и у Катару. Између 2009. и 2017. године радио је у Грунд 1986 ФЦ, који се бави тренинзима младих. Касније је постао тренер омладинаца ФК Ујпешта.

## Остварења
- Прва лига Мађарске у фудбалу
  - шампион:1992/93., 1996/97., 1998/99.,1999/00.
  - 2.: 1991/92., 1995/96., 2000/01.
  - Најбољи стрелац Мађарске лиге: 1991/92. (16. голова), титулу је поделио са Палом Фишером
- Куп Мађарске у фудбалу:
  - победник: 1996/97., 1997/98.
  - финалиста: 1989/90., 1995/96.